# Walter Lundin
Walter Lundin (* 20. April 1892 in Chicago, Vereinigte Staaten; † 21. Juni 1954 in Los Angeles) war ein US-amerikanischer Kameramann, der seine größten Erfolge beim Slapstick-Film der ausgehenden 1910er bis frühen 1930er Jahre feiern konnte.

## Leben und Wirken
Lundin stieg nach kurzer Zeit als Kameraassistent zum Chefkameramann auf und fotografierte ab 1913 eine Fülle von Kurzfilmen. 1914 brachte ihn sein neuer Arbeitgeber, der gleichaltrige Produzent Hal Roach, mit dem ein Jahr jüngeren Nachwuchskomiker Harold Lloyd, eine Roach-Entdeckung, zusammen. Lundin und Lloyd sollten in den kommenden zwei Jahrzehnten regelmäßig zusammenarbeiten. Lundin fotografierte einige der Highlights in Lloyds Filmschaffen, darunter Großmutters Liebling, 1000:1 = Harold Lloyd, Der Sportstudent, Um Himmels willen und vor allem Ausgerechnet Wolkenkratzer!.
Nach vier frühen Tonfilmen endete diese überaus erfolgreiche Kooperation. Etwa zeitgleich half Lundin (oftmals ungenannt) bei der Kameraarbeit für den einen oder anderen Laurel & Hardy-Film, ebenfalls aus der Roach-Produktion, aus. Infolge der Trennung von Roach von Dick & Doof begann Lundins rapider Niedergang. Er fotografierte fortan nur noch Kurzfilme oder drittklassige Billigproduktionen. Nach dem Zweiten Weltkrieg erhielt Lundin kaum mehr Aufträge.

## Filmografie
- 1913: Slim Gets the Reward
- 1914: Slim’s Last Trick
- 1914: Slim to the Rescue
- 1914: Slim Becomes a Cook
- 1917: Over the Fence
- 1917: Bliss
- 1917: All Aboard
- 1917: Move On
- 1918: "Er" als Feuerwehrmann (Fireman, Save My Child)
- 1918: "Er" als Photograph (Look Pleasant Please)
- 1918: "Er" bei den Türken (Somewhere in Turkey)
- 1918: "Er" fängt Bären (An Ozark Romance)
- 1918: "Er" als Mr. Jazz (Young Mr. Jazz)
- 1919: Si Señor
- 1919: "Er" als Marathonläufer (The Marathon)
- 1919: Schwüle Frühlingstage (Spring Fever)
- 1919: Zwei gute Nachbarn (Just Neighbours)
- 1919: "Er" -- Träume sind Schäume (The Rajah)
- 1919: "Er" als Kulissenschieber (At the Old Stage Door)
- 1919: "Er" als Präriejäger (Heap Big Chief)
- 1919: "Er" als falscher Prinz
- 1919: Von der Hand in den Mund (From Hand to Mouth)
- 1920: "Er" im Hause des Schreckens (Haunted Spooks)
- 1920: "Er" im wilden Westen (An Eastern Westerner)
- 1920: "Er" heilt die Mondsüchtigen / Höhenrausch (High and Dizzy)
- 1920: Die Nummer bitte (Number Please)
- 1920: "Er" im Schlafwagen (Now or Never)
- 1921: "Er" als zwanzigfacher Familienvater (I Do)
- 1921: "Er" auf Fuchsjagd / High Society (Among Those Present)
- 1921: "Er" im Paradies / Nur nicht schwach werden (Never Weaken)
- 1921: High Society (Among Those Present)
- 1921: Matrose wider Willen (A Sailor-Made Man)
- 1922: Großmutters Liebling (Grandma’s Boy)
- 1922: Dr. Jack
- 1923: Ausgerechnet Wolkenkratzer! (Safety Last!)
- 1923: Lieber krank als sorgenfrei (Why Worry?)
- 1924: Mädchenscheu (Girl Shy)
- 1924: Harolds liebe Schwiegermama (Hot Water)
- 1925: Der Sportstudent (The Freshman)
- 1926: Um Himmels willen (For Heaven’s Sake)
- 1927: Harold, der Pechvogel (The Kid Brother)
- 1928: Los – Harold – los (Speedy)
- 1929: Der Drachentöter (Welcome Danger)
- 1930: Der Traumtänzer (Feet First)
- 1930: Laurel und Hardy: Ohne Furcht und Tadel (The Laurel and Hardy Murder Case)
- 1930: Harold, halt dich fest! (Feet First)
- 1931: What a Bozo!
- 1931: The Pajama Party
- 1932: Dick und Doof in der Manege (The Chimp)
- 1932: Der zermürbende Klaviertransport (The Music Box)
- 1932: Filmverrückt (Movie Crazy)
- 1933: The Rummy
- 1934: Harold Lloyd, der Strohmann (The Cat's Paw)
- 1935: Wir sind vom schottischen Infanterie-Regiment (Bonnie Scotland)
- 1936: Night Cargo
- 1936: General Spanky
- 1936: Das Mädel aus dem Böhmerwald (The Bohemian Girl)
- 1937: Zwei ritten nach Texas (Way Out West)
- 1939: See Your Doctor
- 1940: Quicker’n a Wink
- 1941: Third Dimension Murder
- 1942: Victory Quiz
- 1942: Don‘t Lie
- 1943: My Tomato
- 1943: Laurel und Hardy – Schrecken aller Spione (Air Raid Wardens)
- 1944: Adventure in Music
- 1944: Gentle Annie
- 1945: Badminton
- 1947: A Really Important Person
- 1952: Reducing